# Porcia (Adelsgeschlecht)

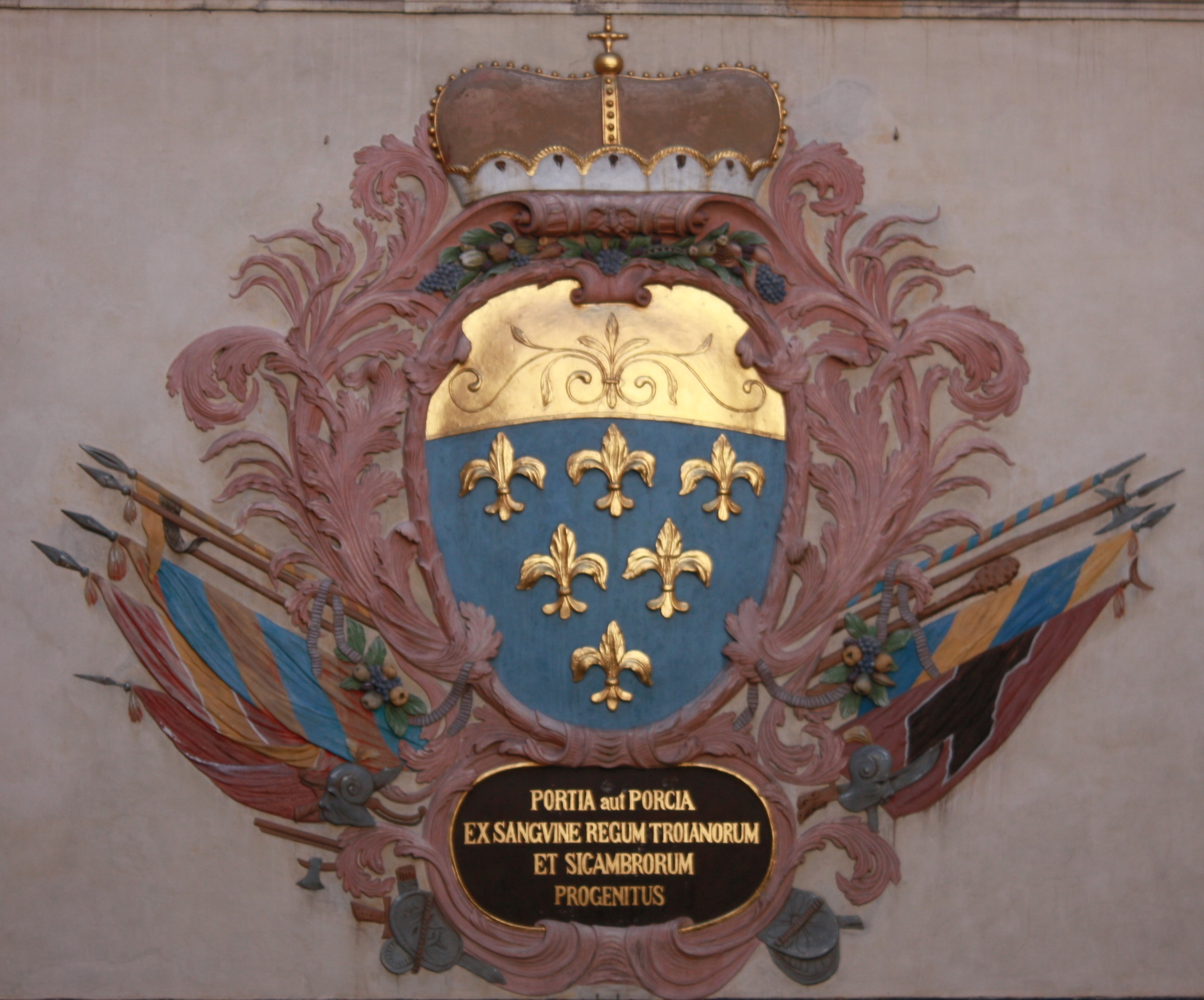
Wappen der Porcia, am Arkadenhof von Schloss Porcia in Spittal an der Drau

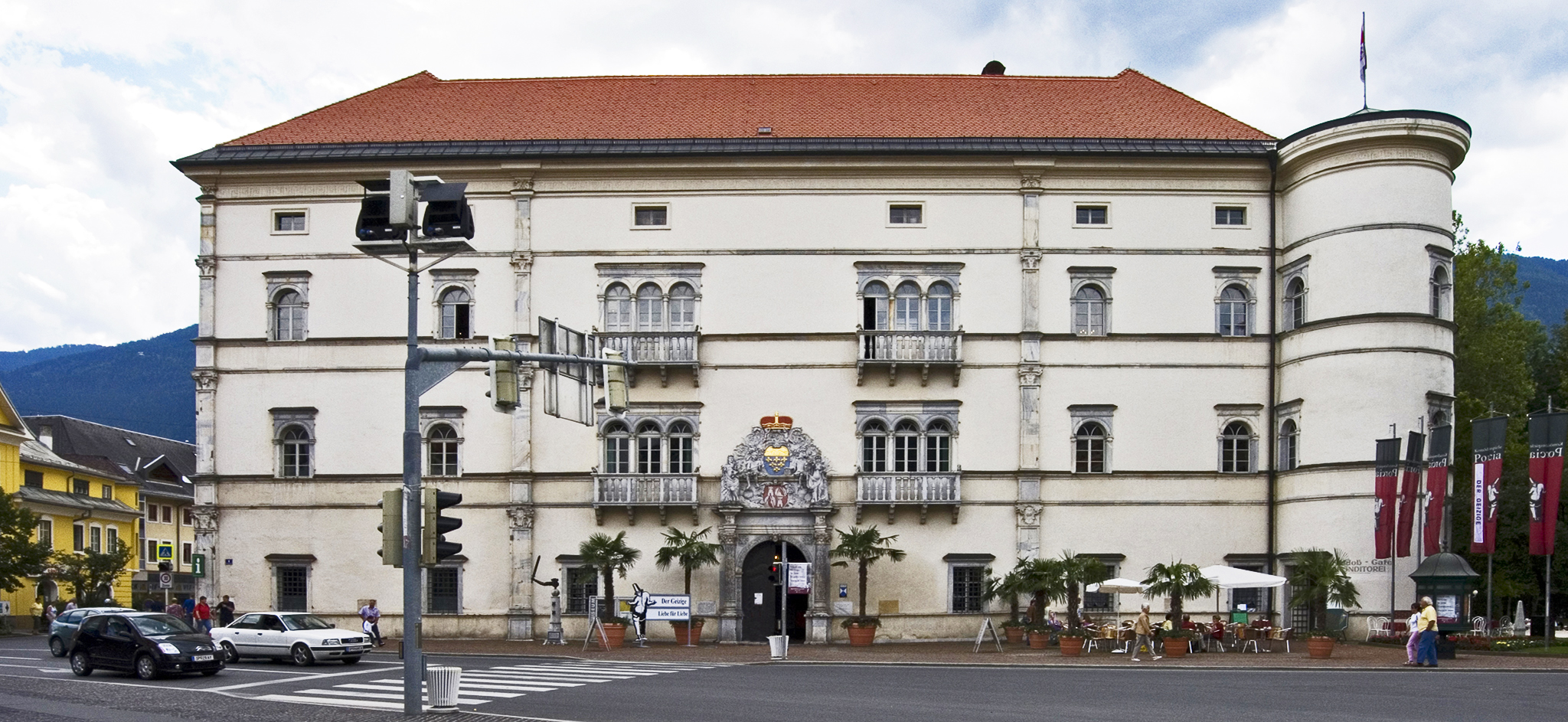
Schloss Porcia

Die Porcia (auch Porzia oder Portia geschrieben) sind ein hochadeliges Geschlecht, die ursprünglich aus Friaul stammten.

## Geschichte
Die Familie hatten ihr Ursprungsschloss in Prata di Pordenone. Zu Beginn des 13. Jahrhunderts zeichneten Gabriel und Friedrich, die Söhne des Guecello I. von Prata, die Grenzen ihrer Besitztümer. Die erste Linie stammte von Gabriel ab und nahm im Laufe der Zeit die Burgen von Porcia und Brugnera in Besitz. Die zweite Linie stammte von Friedrich ab, kam aber in Konflikt mit Venedig und starb schließlich im 16. Jahrhundert aus.
Andere Güter befanden sich in Treviso. Vertreter der Familie wurden auch Mitglieder vom Klerus und hielten Positionen wie zum Beispiel im Bistum Ceneda. Bartolomeo Porcia (1525–1578) war ein Apostolischer Nuntius.
Die Porcia gingen Ehen mit anderen bedeutenden Familien ein wie da Romano, da Carrara, da Camino, della Torre, Visconti, Scaligeri, Savorgnan, Polcenigo, Colloredo und die Fugger, um ihre Stellung weiter zu stärken.
Mit Beginn der venezianischen Herrschaft in Friaul, unterwarf sich die Familie freiwillig an die Republik im Jahre 1418 und konnte damit ihre feudale Herrschaft bis zum Eintreffen der Franzosen aufrechterhalten.
Herausragende Persönlichkeiten der Familie waren Silvio da Porcia, der sich bei der Schlacht von Lepanto auszeichnete, sowie Johann Ferdinand von Porcia (1605–1665), Vertrauter des Kaisers Leopold I. und Obersthofmeister, der im Jahre 1662 zu einem Reichsfürsten erhoben wurde.
Nachdem Friaul unter österreichische Herrschaft gekommen war, traten die Colleoni in den Dienst der Habsburger. Als eines von 16 nicht-mediatisierten fürstlichen Geschlechtern hatte die Familie einen erblichen Sitz im Herrenhaus, dem Oberhaus des österreichischen Reichsrates.
Viele Grabstätten des Adelsgeschlechts befinden sich in der Schottenkirche (Wien).

## Angehörige
- Johann Sforza, Graf von Porcia,
- Johann Ferdinand von Porcia (1605–1665), 1. Fürst von Portia
- Leander von Porcia (1673–1740), Kardinal, Bischof von Bergamo
- Nikolaus von Porcia (* 1744), Graf, königlich bayerischer Kämmerer
- Hannibal Alphons Emanuel von Porcia (1679–1737), kaiserlicher Gesandter in Moskau
- Alphons Seraphin von Porcia (1801–1876), Politiker
- Alphons Gabriel von Porcia (1761–1835), Kaiserlicher Gouverneur der Küstenländer
- Franz Seraphin von Porcia (1755–1827), Humanist

## Wappen
Das Wappen zeigt sechs übereinanderliegende, goldenen fleur-de-lis auf blauem Grund, mit einem oberen Balken als Abschluss. Hinsichtlich der Herkunft des Wappens ist nur wenig bekannt. Der Legende nach ging ein Vorfahre der Porcia nach Frankreich, um sich beim Königshaus das Privileg für die Führung der Lilien auf blauem Feld in seinem Wappen einzuholen, welches ihm auch erteilt wurde.

## Besitztümer

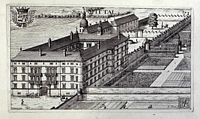
Schloss Porcia (Kupferstich von Andreas Trost, 1688)

Außer den Ländereien in Friaul besaßen die Porcia weitere Liegenschaften, darunter das Schloss Porcia in Spittal an der Drau in Oberkärnten, das Palais Porcia in München und das Palais Porcia in Wien.